# Hval Station
Hval Station (Hval stasjon) er en tidligere jernbanestation på Roa-Hønefossbanen, oprindeligt en del af Bergensbanen, der ligger ved bygden Hval i Ringerike kommune i Norge.
Stationen åbnede som holdeplads 1. december 1909, da banen blev forlænget fra Gulsvik via Hønefoss til Roa. Den blev opgraderet til station 1. maj 1910. Den blev fjernstyret 10. december 1973, og 1. juni 1983 blev den gjort ubemandet. Betjeningen med persontog ophørte 1. november 1990, efter at Oslotunnelen var blevet åbnet i 1980, og fjerntogene til Bergen var begyndt at køre via Drammen i stedet for via Roa i 1984. Den tidligere station fungerer i dag som krydsningsspor men har også sidespor.
Stationsbygningen er af Sirnes-typen og opført efter tegninger af Paul Armin Due. Den har tørreloft og er fredet. I 1950'erne og 1960'erne havde stationen betydning for militærpersonellet i Hvalsmoen leir og Eggemoen leir, der begge lå i nærheden.